# جربیل سومالی
جربیل سومالی (نام علمی: Ammodillus imbellis) نام یک گونه از تیره موشان است.